# Vodoklas vodní
Vodoklas vodní (Orontium aquaticum) je rostlina z čeledi árónovité a jediný druh rodu vodoklas. Je to vytrvalá vodní bylina s květenstvím bez toulce. Vyskytuje se ve východních a jihovýchodních oblastech USA.
Vařené oddenky a semena vodoklasu jsou jedlé a sloužily severoamerickým Indiánům jako potrava. Občas je tato zajímavě vyhlížející rostlina pěstována jako okrasná trvalka v mělkých nádržích. Za syrova je jedovatá.

## Popis
Vodoklas je vytrvalá vlhkomilná bylina s vodorovným podzemním oddenkem. Na zimu zatahuje. Oddenek se často nachází hluboko v půdě, což je způsobeno kontraktilními kořeny, které jej postupně zatahují do dna. Listy jsou sytě zelené, vynořené nebo plovoucí, 10 až 40 cm dlouhé, v růžici, s podlouhle eliptickou čepelí a dlouhým řapíkem. Rozvíjejí se před rozkvětem. Žilnatina je souběžná s hlavní žilkou.
Květenstvím je jasně žlutá palice bez toulce. Vrchol stopky květenství je ztlustlý a bílý.
Květy jsou převážně oboupohlavné, na vrcholu palice pouze samčí. Okvětí je složeno většinou ze 6 žlutých plátků. Tyčinek je většinou 6, někdy jsou některé sterilní. Semeník obsahuje jedinou komůrku s 1 vajíčkem.
Plody jsou částečně zanořené ve vřeteni palice a mají zelenou až modrozelenou barvu. Obsahují jediné semeno dlouhé 10 až 15 mm a obklopené slizovitou vrstvou.

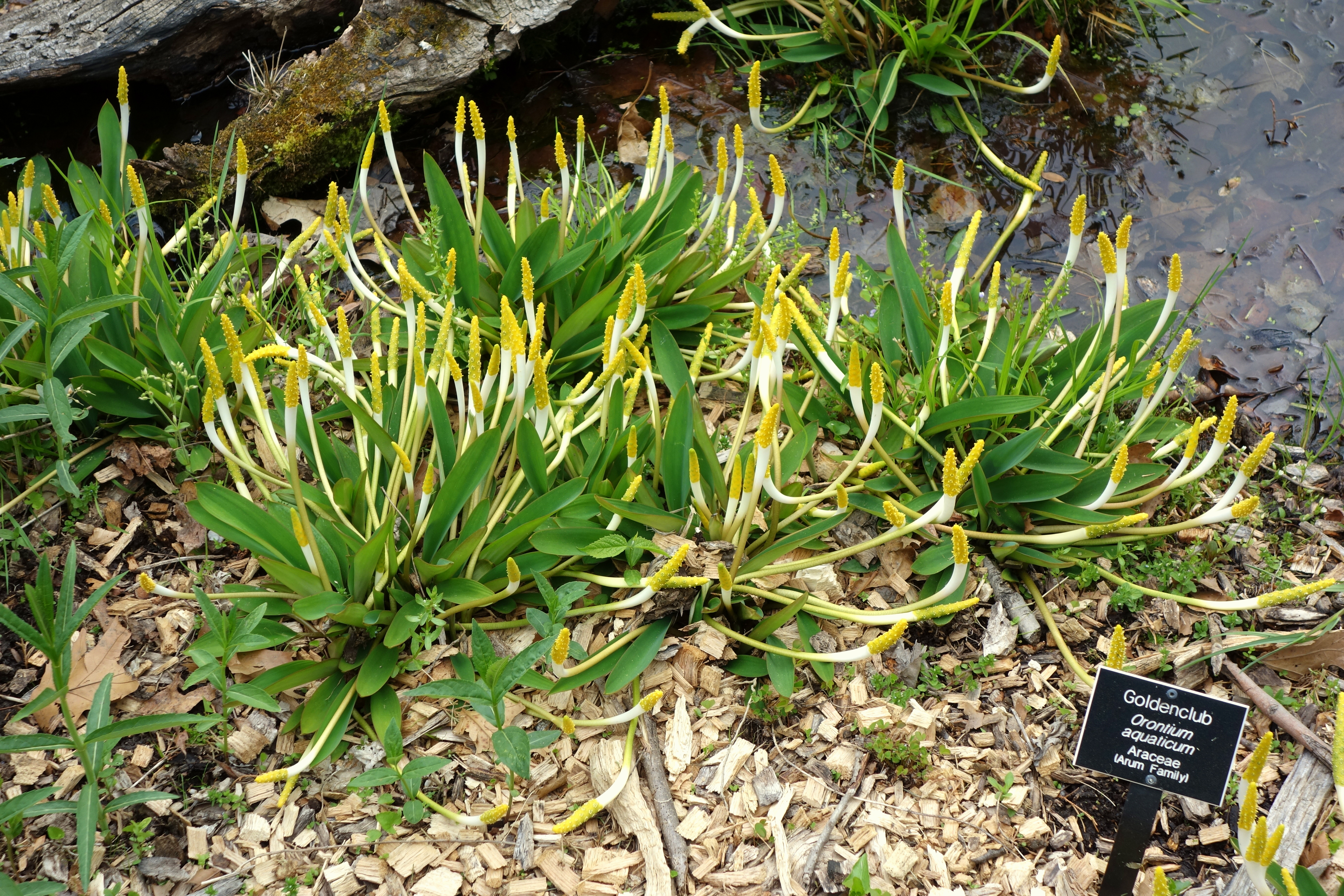
Vodoklas vodní
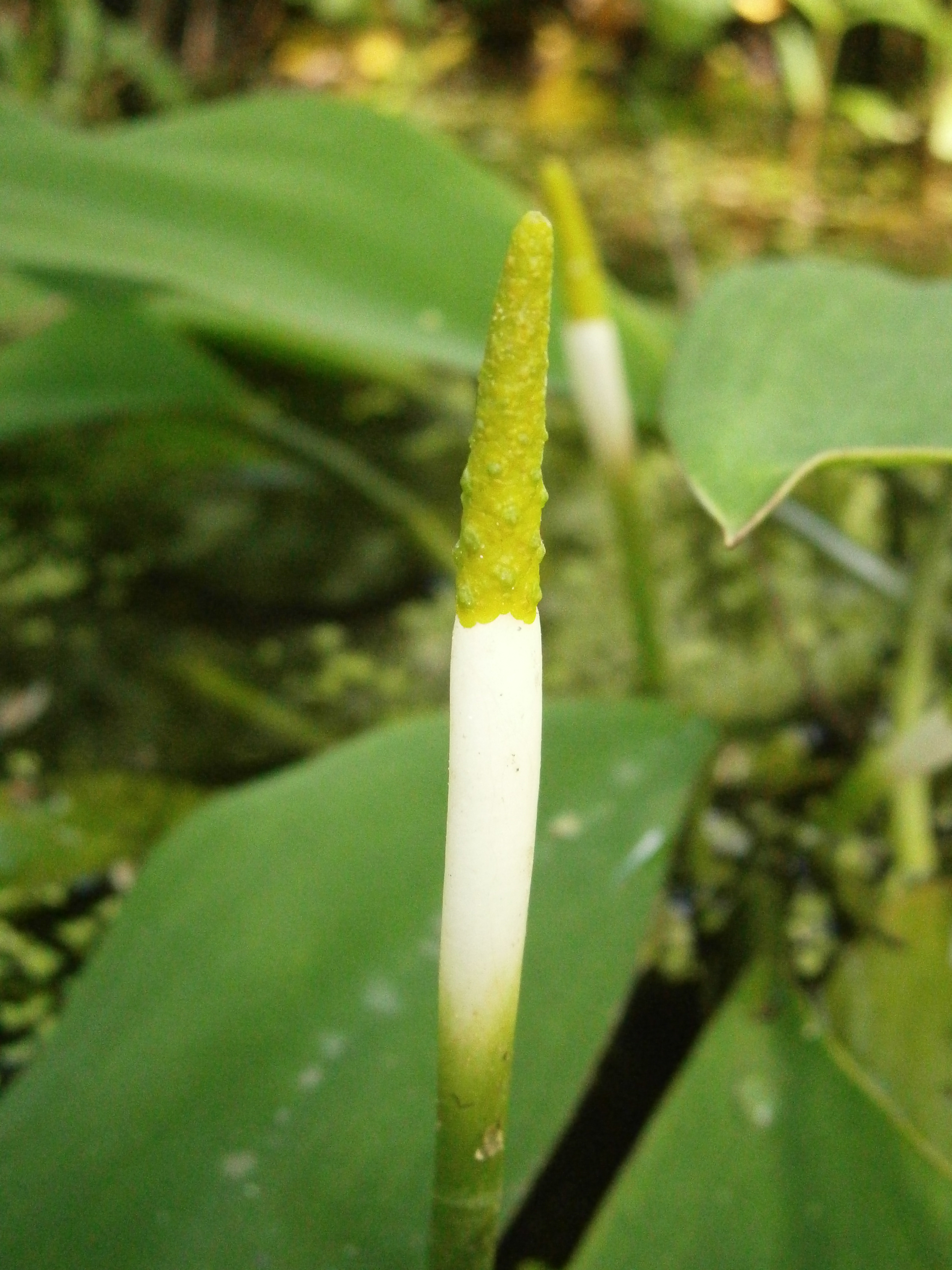
Detail květenství

## Rozšíření
Vodoklas je rozšířen ve východních a jihovýchodních oblastech USA od státu New York na severu po Louisianu a východní Texas na jihu. Jeho výskyt je převážně soustředěn na pobřežní pláně Atlantského oceánu a Mexického zálivu. Řidčeji se vyskytuje v oblasti Appalačského pohoří, kde vystupuje do nadmořských výšek až 900 metrů. Nejčastěji roste na osluněných až polostinných místech na široké škále vlhkých stanovišť a v mělké stojaté i tekoucí vodě, na písčitých, bahnitých i rašelinných půdách. Vytváří husté porosty nebo roztroušené kolonie. Vyhledává kyselé nebo neutrální vody, v zásaditých neroste.

## Ekologické interakce
Květy vodoklasu vydávají slabý pach připomínající houby. Jsou opylovány pravděpodobně mouchami nebo brouky. Plody plavou na hladině, neboť v oplodí jsou vzduchové prostory. Ty se asi po týdnu naplní vodou a plod klesá ke dnu. Asi po dalším týdnu plod puká a obnažuje semeno. Semena někdy klíčí i přímo v klasu (viviparie).

## Obsahové látky a jedovatost
Vodoklas obsahuje podobně jako četné jiné árónovité rostliny v pletivech rafidy šťavelanu vápenatého, které při požití syrové rostliny způsobují intenzivní podráždění sliznic úst a trávicího traktu, projevující se zejména pálením a otoky. Po delší tepelné úpravě se tento účinek ztrácí a rovněž mizí ostře pálivá chuť.

## Taxonomie
Rod Orontium je v rámci čeledi árónovité řazen do podčeledi Orontioideae. Tato podčeleď obsahuje jen 3 rody, z dalších je to Lysichiton a Symplocarpus. Orontioideae představují podle výsledků molekulárních studií bazální větev celé čeledi Araceae.

## Význam
Škrobnaté oddenky vodoklasu jsou po uvaření jedlé a sloužily severoamerickým Indiánům jako potrava. Po vysušení se také mlely na výživnou mouku. Rovněž vařená semena jsou jedlá a připomínají hrách. Po sklizni se zpravidla sušily. Konzumovali je nejen Indiáni ale i bílí osadníci.
Vodoklas je občas pěstován v mělkých nádržích jako zajímavě vyhlížející vlhkomilná rostlina. Vzhledem k tomu, že dobře drží v substrátu, může být pěstován i v prudčeji proudící vodě. Množí se buď výsevem semen nebo dělením oddenků.